# Палацо Венеция
Палацо Венеция (на италиански: Palazzo Venezia) е дворец в град Рим, Италия, бивше представителство на Венецианската република в папския Рим. Намира се на пл. „Венеция“, на север от Капитолийския хълм, редом с храма „Сан Марко“.
Дворецът е построен около средновековна кула през 1455 г. и се счита, че е сред първите паметници на Ренесанса във Вечния град. Голяма част от камъните за строежа са взети от близкия Колизеум, което е честа практика в Рим допреди 19 век. Първият му обитател е венецианският кардинал Пиетро Барбо (бъдещ папа Павел II).
След преминаването на Венеция към Хабсбургите в двореца се помещава резиденцията на австрийския посланик в Италия. През 1930-те г. от балкона на двореца нерядко е излизал да изнася речи Мусолини, който разполага с офис в двореца. Оттук той провъзгласява Италианската империя.
В наши дни е музей.